# PowerDirector
PowerDirector (em chinês:  Wēilì Dǎoyǎn, transl. 威力導演) é um software de edição de vídeo desenvolvida pela CyberLink. O software está disponível no macOS, Windows, iOS e Android.

## Links externos
- «Página oficial»
- Página da Google PlayStore
- Página da App Store